# قانون إدارة الفضلات

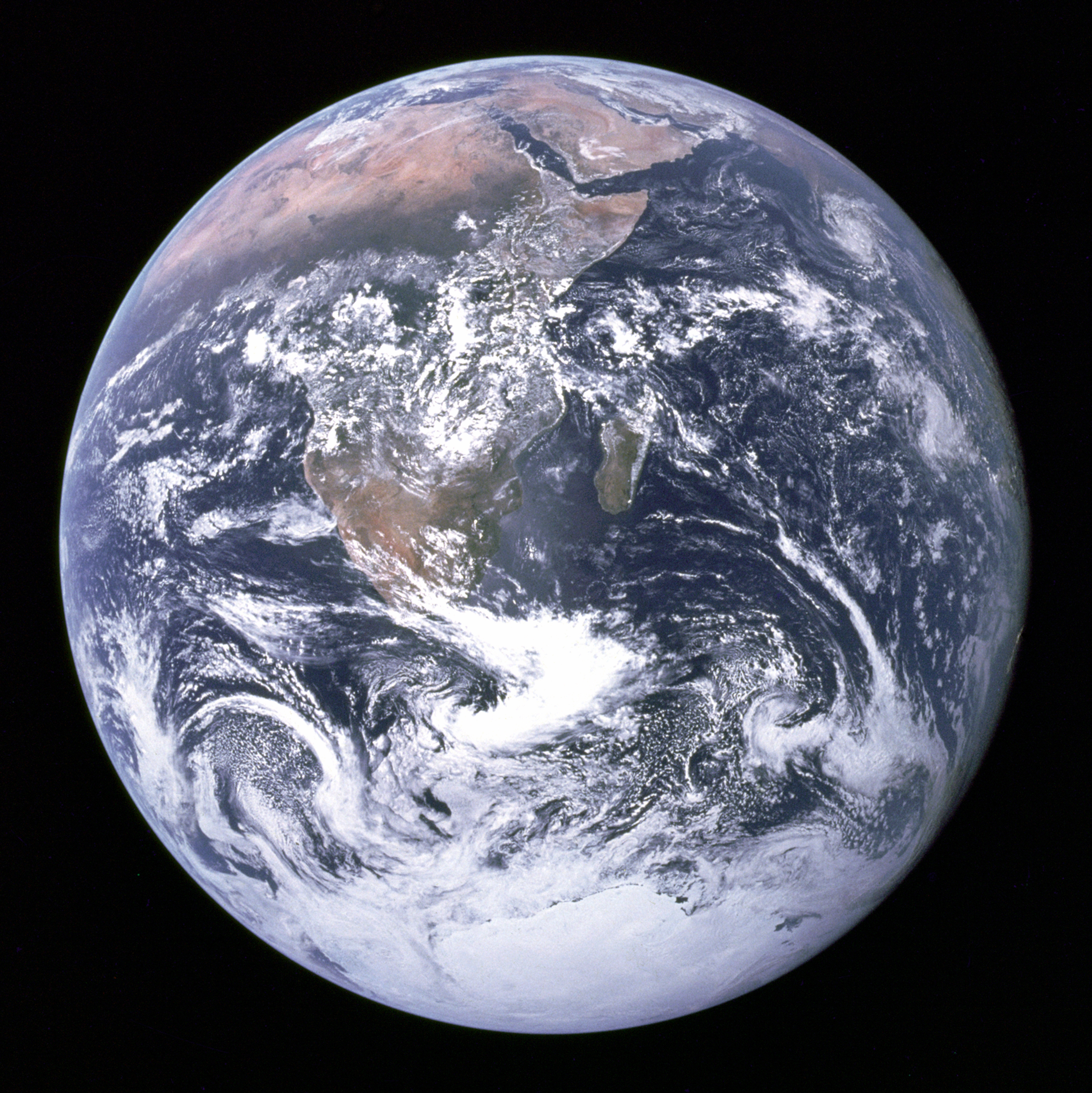

يحكم قانون إدارة الفضلات نقل ومعالجة وتخزين وتصريف كافة أنواع الفضلات، متضمنةً الفضلات الحضرية الصلبة، والنفايات الخطرة، والنفايات النووية، والعديد غيرها. قوانين الفضلات مُصمَمة عمومًا لتقليل إو إنهاء الانتشار غير المقيد لمواد الفضلات إلى البيئة بطريقة قد تسبب أذًى بيئيًا أو حيويًا، وتتضمن قوانينًا سُنت لخفض إنتاج الفضلات وتحسين عملية إعادة تدويرها. تشمل الجهود التنظيمية تعريف أنواع الفضلات وتصنيفها وفرض أنشطة نقلها ومعالجتها وتخزينها وتصريفها.

## تحديد الفضلات
عملية تحديد الفضلات هي العملية التي يتم عبرها تصنيف مادة ما على أنها «فضلات» خاضعة للقانون. قد تصبح المسألة أكثر تعقيدًا، مثل تحديد إذا ما كانت مادة ما «نفايات خطرة» بحسب قانون الولايات المتحدة حول حفظ الموارد واستردادها أم لا.
قد يحكم تحديد ما إذا كانت مادة ما تضم نوعًا محددًا من الفضلات على الطريقة التي يجب معاملة هذه المادة بها من تلك المرحلة فصاعدًا. مثلًا، في الولايات المتحدة، قد ترسل الفضلات الصلبة غير الخطرة إلى مكب نفايات، بينما يُعتقد أن زيت المحرك المستخدم خطر ولا يمكن إلقاؤه في المكبات، بل يُخضع إلى شروط معاملة أكثر تشددًا من ناحية التخزين والمعالجة والتصريف.
من الممكن أن يكون للعديد من الفضلات الأخرى تعاريف خاصة ومتطلبات معاملة فريدة. قد يُحدد في كل حالة «مجرى فضلاتيّ»، تنتج الفضلات عن التخلص من غرض كان مفيدًا في ما سبق أو التخلي عنه، وقد يتدفق بعدها عبر العديد من مناطق المعالجة وإعادة التدوير والتخزين المحددة قبل أن يصل إلى موقع التصريف النهائي المُعتمد.

## معايير التصريف
تتحكم معايير التصريف بجواز تصريف فضلات معينة، وطريقته، وموقعه. معايير كهذه قد تكون مُصممة لحماية الصحة والراحة البشريتان، والقيم البيئية. توجد مجموعة متنوعة من الطرق للتحكم بالتصريف.
قد يكون تصريف الفضلات مقيدًا بالكامل بواسطة حظر تصريف. أكثر هذه المعايير شيوعًا وانتشارًا هو حظر خلط النفايات. في المناطق حيث أجازت السلطة القضائية وجود أماكن أو نظام محدد لجمع النفايات، قد يخضع تصريفها أو التخلص منها في أماكن غير المحددة إلى عقوبات مدنية أو جزائية. تتحكم أوجه الحظر الأخرى الأكثر تحديدًا، من فرض عدم صب الطلاء في مصارف المياه إلى تحديد مستودعات وطنية للنفايات المشعة، بالمثوى الأخير للفضلات المختلفة. قد تحتاج أنواع أخرى من الفضلات إلى فصلها من أجل إعادة تدويرها، بدلًا عن تصريفها. كل المحظورات هذه، إلى حد ما، مشروطة، إذ أنها لا تحظر صراحة تصريف المواد، بل بالأحرى تقيد مكان تصريفها.
يمكن أيضًا تقييد تصريف النفايات بشكل مشروط عن طريق اشتراط معالجة النفايات بطريقة معينة قبل أن يُتاح تصريفها في مكان معين. أحد هذه البرامج هو برنامج إدارة النفايات الخطرة الذي يفرض قيودًا على التصريف في الأراضي وتطبقه وكالة الحماية البيئية الأمريكية بموجب العنوان الفرعي ج من قانون حفظ الموارد واستردادها. تقيد هذه القواعد تصريف النفايات الخطرة في الأراضي (إلقاء الفضلات في المكبات، في المقام الأول) دون برامج معتمدة مسبقًا. ينص «حظر التصريف» على منع تصريف النفايات الخطرة في الأرض حتى يتم معالجتها لتستوفي خصائص محددة (قابلية اشتعال وتآكل وتفاعل وسمية مقبولة)، أو معالجتها بطرق معالجة محددة معتمدة. يحرم «حظر التخفيف» إضافة كميات كبيرة من المياه أو التربة أو النفايات غير الخطرة لتجنب المعالجة المحددة. يُتيح «حظر التخزين» تخزين النفايات لأغراض التجميع من أجل المعالجة فقط، بدلًا عن تخزينها إلى أجل غير مسمًى لتجنب المعالجة.
يمكن أيضًا اعتماد معايير محددة فيما يتعلق ببناء وتشغيل منشآت تصريف النفايات. مكبات النفايات، على سبيل المثال، من الممكن أن يُشترط عليها استيفاء القيود على الموقع لتجنب الصدوع الجيولوجية أو الأراضي الرطبة؛ وتنصيب أنظمة تبطين وأنظمة تجميع لتقليل تلوث المياه الجوفية من المادة المرتشحة؛ واعتماد سياسات التشغيل التي تقلل من الغبار ومصادر الإزعاج الأخرى؛ وتنصيب أنظمة إزالة أو جمع الميثان للوقاية من غاز المكب؛ وأن تُغطى وإلا تُغلق عند إيقاف التشغيل؛ وتشغيل أنظمة مراقبة بيئية لضمان التجاوب.